# Ruth Drexel
Ruth Drexel (Vilshofen an der Donau, 14 luglio 1930 – Feldkirchen, 26 febbraio 2009) è stata un'attrice tedesca.

## Filmografia parziale

### Cinema
- Heimliches Rendezvous, regia di Kurt Hoffmann (1949)
- L'incesto (Wälsungenblut), regia di Rolf Thiele (1965)
- La marchesa Von... (Die Marquise von O...), regia di Éric Rohmer (1976)

### Televisione
- Selvaggina di passo (Wildwechsel) - film TV (1972)
- Otto ore non sono un giorno (Acht Stunden sind kein Tag) - miniserie TV, 3 episodi (1972-1973)
- Zur Freiheit - serie TV, 42 episodi (1987-1988)
- Miss Agathe - Con lei non si scherza (Agathe kann's nicht lassen) - serie TV, 5 episodi (2005-2007)
- Der Bulle von Tölz - serie TV, 64 episodi (1996-2009)